# Шарль-Ґюстав Кун
Шарль-Ґюстав Кун (28 квітня 1889 — 18 грудня 1952) — швейцарський вершник.
Бронзовий призер Олімпійських Ігор 1928 року в індивідуальному конкурі.